# Helichrysum thapsus
Helichrysum thapsus là một loài thực vật có hoa trong họ Cúc. Loài này được (Kuntze) Moeser mô tả khoa học đầu tiên.